# ادموند هاکویل اسمیت
ادموند هاکویل اسمیت (انگلیسی: Edmund Hakewill-Smith; ۱۷ مارس ۱۸۹۶ – ۱۵ آوریل ۱۹۸۶) فرد نظامی اهل بریتانیا بود. وی همچنین برندهٔ جوایزی همچون صلیب نظامی شده‌است.